# برايان كامبل (لاعب غولف)
برايان كامبل (بالإنجليزية: Brian Campbell)‏ هو لاعب غولف أمريكي، ولد في 6 مارس 1993 في مقاطعة أورانج في الولايات المتحدة.

## وصلات خارجية
- برايان كامبل على موقع رابطة لاعبي الغولف المحترفين (الإنجليزية)
- برايان كامبل على موقع التصنيف العالمي الرسمي للغولف (الإنجليزية)